# Prześladowania osób dotkniętych albinizmem

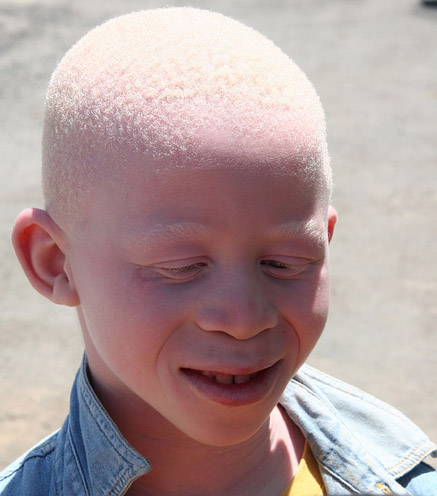
Osoba dotknięta albinizmem

Prześladowania osób dotkniętych albinizmem bazują na przekonaniu, jakoby niektóre części ciała albinosów posiadały magiczną moc. Ten przesąd, występujący głównie we wschodniej Afryce, jest rozpowszechniany przez uzdrowicieli i szamanów, którzy używają części ciała albinosów jako składników stosowanych do różnych rytuałów mikstur i eliksirów, twierdząc, że przy użyciu magicznych mocy przyniosą one powodzenie ich nabywcom. Powoduje to, że ludzie dotknięci albinizmem są prześladowani, okaleczani i mordowani, a ich groby profanowane. Jednocześnie albinosi spotykają się z ostracyzmem, a nawet przemocą z morderstwami włącznie, z powodu przekonania, jakoby byli oni przeklęci i przynosili nieszczęście.

## Tanzania
Według szacunkowych danych w Tanzanii populacja albinosów liczy ok. 150 tys. osób, z których 8000 to członkowie Tanzania Albino Society (TAS). Część albinosów uciekła do Dar es Salaam, uważając, że rejon dużego miasta daje im większe bezpieczeństwo.
W grudniu 2007 Tanzania Albino Society oskarżyło rząd Tanzanii o bezczynność wobec czterech mordów na albinosach, jakie miały miejsce w okresie trzech poprzednich miesięcy. Podczas gdy dawniej w niebezpieczeństwie były głównie starsze kobiety-albinoski z czerwonymi oczami, które niekiedy zabijano jako czarownice, obecnie prześladowani są wszyscy albinosi, na których poluje się, by zdobyć części ciała ofiar. W związku z eskalacją zjawiska mordów na albinosach, prezydent Tanzanii Kikwete kilkakrotnie potępił publicznie znachorów i uzdrowicieli, ich pomocników i pośredników, oraz klientów, włącznie z policjantami, za morderstwa na albinosach. Wśród ofiar były także dzieci uprowadzone lub porwane rodzicom. Zabójcy i osoby współpracujące z nimi używają włosów, rąk, nóg, skóry, oczu, genitaliów i krwi albinosów do obrzędów magicznych i wyrobu amuletów i magicznych eliksirów. Rybacy łowiący na Jeziorze Wiktorii wplatają w sieci włosy albinosów, co według nich ma magiczny wpływ na zwiększenie połowów, lub sprawi, że w brzuchu złowionej ryby znajdą złoto. Władze Tanzanii podjęły kilka kroków celem ochrony populacji albinosów. Prezydent ogłosił podjęcie walki z praktykami uzdrowicieli wiosną 2008 roku. Dodatkowo, kobieta-albinoska, Al-Shaymaa Kwegyir, została mianowana członkiem tanzańskiego parlamentu, będąc pierwszym parlamentarzystą wywodzącym się z tej społeczności w historii Tanzanii. Policji natomiast zlecono sporządzenie list albinosów i zapewnienie im specjalnej ochrony. By zapobiec profanacjom zwłok, groby albinosów są zalewane betonem.
Jednakże do października 2008 fala morderstw nie osłabła, i chociaż ujęto kilku sprawców, żaden z nich nie poniósł kary. Według szacunków, między majem 2007 a październikiem 2008 miało miejsce około 50 morderstw, większość z nich w górniczych i rybackich społecznościach okolic Jeziora Wiktorii, w rejonie Mwanzy, Shinyangi i Mary.
W styczniu 2009 „Premier Pinda zadeklarował wojnę z łowcami albinosów i podjął wysiłki celem zatrzymania handlu częściami ciała, w tym odbieranie licencji wszystkim znachorom używającym części ciała albinosów do praktyk magicznych”.
Pierwszy w historii Tanzanii wyrok skazujący za zabójstwo albinosa zapadł 23 września 2009 w sądzie w Kahama. Wyrok dotyczył sprawy okaleczenia i zamordowania 14-letniego chłopca, Matatizo Dunia, zaatakowanego przez trzech sprawców w dystrykcie Bukombe, region Shinyanga w grudniu 2008. Chłopiec został wyniesiony z domu późną nocą a następnie poćwiartowany. Części jego ciała znaleziono ukryte w zaroślach. Sprawcy przyznali, że zamierzali dostarczyć części ciała chłopca znachorowi. Mimo to prawnicy sprawców nie spodziewali się, że ich klienci zostaną skazani na karę śmierci przez powieszenie. Kanadyjska organizacja albinosów Under The Same Sun uznała to za istotny przełom. Jej założyciel Peter Ash podkreślił jednak: „To jeden wyrok. Są jeszcze 52 rodziny oczekujące na sprawiedliwość”. Przewodniczący Tanzania Albino Society Ernest Kimaya odwołując się do publicznej egzekucji skazanych wskazał, że świadczy to o poważnym traktowaniu sprawy morderstw na albinosach.

## Inne kraje Afryki
W czerwcu 2008 r. pojawiły się informacje o zabójstwach albinosów w Kenii oraz prawdopodobnie w Demokratycznej Republice Konga.
W październiku 2008 r. AFP podała informację o narastającej fali zabójstw albinosów w regionie Ruyigi w Burundi. Części ciała ofiar były przemycane do Tanzanii. Nicodeme Gahimbare z Ruyigi, który w swojej ufortyfikowanej posiadłości udziela schronienia albinosom, komentując te wydarzenia powiedział, że albinosi stali się przedmiotem handlu.
W 2010 roku o przypadkach prześladowań albinosów donoszono z Ghany i Suazi.

## Reakcje międzynarodowe
Po tym, jak informacje o morderstwach dokonywanych na albinosach zostały upublicznione przez BBC i inne media, Parlament Europejski 4 września 2008 roku przyjął rezolucję stanowczo potępiającą prześladowanie albinosów w Tanzanii.